# 宋濤

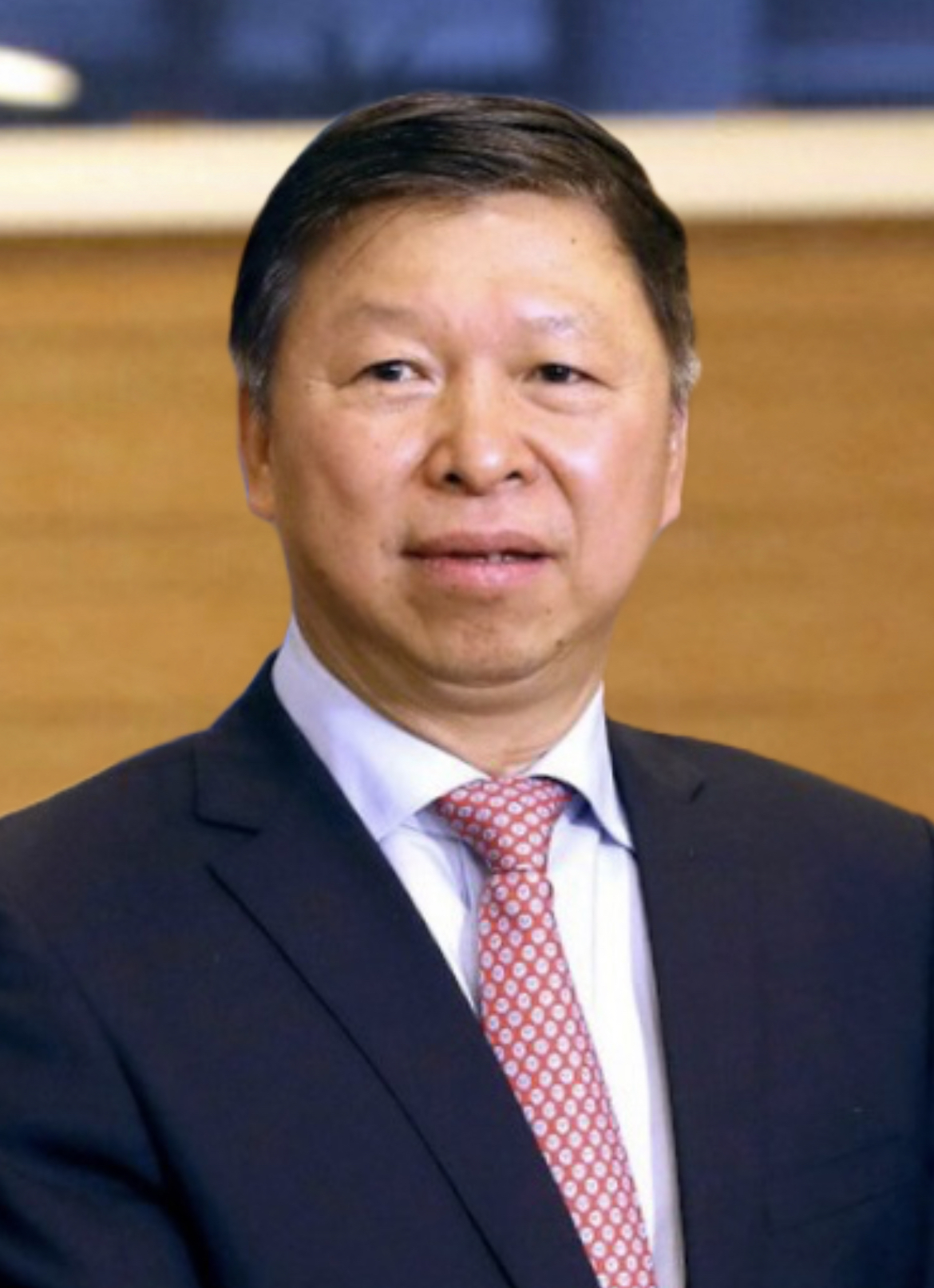
2019年撮影

宋 濤（そう とう、1955年 - ）は、中華人民共和国の外交官。国務院台湾事務弁公室（党中央台湾工作弁公室）主任。元中国共産党中央対外連絡部部長。

## 経歴
江蘇省宿遷市で生まれる。1973年3月に政治活動を始め、1975年9月に中国共産党の党員となる。
2011年から2013年まで中華人民共和国外交部副部長を務め、2015年11月に王家瑞の後任として党中央対外連絡部部長に選ばれた。
2017年12月17日から中国共産党第十九回全国代表大会を報告する習近平総書記の特使として北朝鮮を4日間訪問し、事実上のナンバー2である朝鮮労働党副委員長の崔竜海などと会談するも金正恩委員長との会見は明らかにされなかった。
2017年3月26日、最高指導者就任後初の外遊で訪中した金正恩委員長を丹東駅から出迎えて特別列車に乗り込んで直接会談を行い、習近平総書記との会談にも同席し、丹東駅まで同行して特別列車の車内で会談した。
2017年4月13日、芸術団とともに金日成生誕106周年記念の国際芸術祭に参加するために北朝鮮を訪問。空港では金正恩の妹である宣伝扇動部第1副部長の金与正らが出迎え、金正恩委員長とも会談して「重大な問題や国際情勢」で意見交換して中朝関係の強化で一致し、金正恩委員長が催した宴会にも出席した。同時期に行われたイギリス・フランス・アメリカ合衆国によるシリアへの軍事攻撃や、予定される南北・米朝首脳会談も協議したとみられ、17日には1度の訪朝では異例である2度目の会談を金正恩と行った。
2022年6月に党中央対外連絡部部長を退任。
2022年12月28日、国務院台湾事務弁公室（党中央台湾工作弁公室）主任に就任したことが発表された。

## 日本との関係
自公政権から民社国政権への交代で中断していた日中与党協議会を日中関係の浮沈と関係なしに定期化することで2015年3月に自民党・公明党と合意（当時の党中央対外連絡部部長は王家瑞）したことを受け、2015年12月に6年ぶりに再開された第5回日中与党協議会で日本のカウンターパートを務めた。
2017年8月に第6回日中与党交流協議会への出席のために日本を訪問し、安倍晋三内閣総理大臣と会談した。野党の民進党の蓮舫代表とも会談した。